# Dolomithöhlen von Bozkov
Die Dolomit-Schauhöhlen befinden sich in der  Landschaft des Riesengebirgsvorlandes zwischen Semily und Železný Brod am Nordhang der Gemeinde Bozkov (dt. Boskau) in Tschechien.
Sie beinhalten ein Labyrinth aus unterirdischen Gängen und Grotten, mit  Simsen und Leisten aus Quarz und farbigen Tropfsteinen. In dem mehr als 1000 Meter langen Höhlensystem befindet sich Böhmens größter unterirdischer See. Die Temperatur in den Höhlen beträgt 7,5–9 °C. Die Höhle kann ganzjährig auf einem ca. 400 m langen geführten Rundgang (Dauer etwa 45 Minuten) besichtigt werden.

## Geschichte
1947 wurde das Höhlensystem bei einer Sprengung zufällig in einem Dolomitsteinbruch entdeckt. Zwischen 1965 und 1968 wurden die Höhlen von der Firma Výstavba kamenouhelných dolů Kladno („Bau von Steinkohlenbergwerken Kladno“) zugänglich gemacht. Dabei wurden beide Höhlensysteme durch einen 50 m langen Tunnel verbunden. Seit der feierlichen Eröffnung am 2. Mai 1969 sind die Höhlen für die Öffentlichkeit zugänglich. 1999 wurden sie zum Nationalen Naturdenkmal erklärt. Seit der Eröffnung wurden über 2.000.000 Besucher gezählt.

## Fauna
In den Höhlen leben zahlreiche Tierarten, die sich an das unterirdische Leben angepasst haben. Es überwintern in ihnen Fledermäuse, z. B. Großes Mausohr, selten Braunes Langohr, Wasserfledermaus, Mopsfledermaus und Kleine Hufeisennase. Vor allem Insekten wie Springschwänze, Doppelschwänze und Käfer der Gattungen Catops, Oiceoptoma und Pterostichus nutzen die Höhlen im Winter. Im unterirdischen See leben kleine, farblose Höhlenflohkrebse (Gattung Niphargus).